# Andrew Asper
Andrew Asper (* in Miami, Florida) ist ein US-amerikanischer Schauspieler.

## Leben
Asper wurde in Miami als Sohn von Jess und Cindy Asper geboren. Als drittes Kind christlicher Missionare zog er während seiner Kindheit und Jugend häufig um. 2002 ließ sich die Familie in San Antonio im US-Bundesstaat Texas nieder. Dort entdeckte er seine Leidenschaft für das Schauspiel. In der siebten Klasse stellte er die Hauptrolle des Tom Sawyer im gleichnamigen Musical dar. Es war sein erstes Schulstück. Während seiner Zeit an der Ronald Reagan High School erhielt er unter anderem die Texas State Championship in Duet Acting. Seinen Schauspielabschluss erlangte er am Emerson College. Erste Rollen erhielt er ab 2013 in einer Reihe von Kurzfilmen. Es folgten bald Episodenrollen in Fernsehserien wie How We Got Here, My Crazy Ex, Homes of Horror oder CSI: Cyber. 2016 stellte er in drei Episoden der Fernsehserie Shameless – Nicht ganz nüchtern die Rolle des Jason dar. Im selben Jahr übernahm er mit der Rolle des Gage eine der Hauptrollen im Low-Budget-Film Zoombies – Der Tag der Tiere ist da!. Außerdem übernahm er die Rolle des Special Agent Carter in Cocktail Party und war als Asher in fünf Episoden der Fernsehserie Still the King zu sehen. Weitere Serienrollen folgten in Silicon Valley, Navy CIS, Dear White People oder auch 9-1-1.

## Filmografie (Auswahl)
- 2013: Paralarva (Kurzfilm)
- 2013: Looking (Kurzfilm)
- 2014: Waiting for George (Kurzfilm)
- 2014: Cilla
- 2015: How We Got Here (Fernsehserie, Episode 1x12)
- 2015: My Crazy Ex (Fernsehserie, Episode 1x03)
- 2015: Homes of Horror (Fernsehserie, Episode 3x09)
- 2015: Young Bull (Kurzfilm)
- 2016: CSI: Cyber (Fernsehserie, Episode 2x11)
- 2016: Her Story (Fernsehserie, 2 Episoden)
- 2016: Shameless – Nicht ganz nüchtern (Shameless, Fernsehserie, 3 Episoden)
- 2016: Zoombies – Der Tag der Tiere ist da! (Zoombies)
- 2016: Cocktail Party
- 2016: Escape from the Zoombies (Videospiel)
- 2016: Retake
- 2016: Still the King (Fernsehserie, 5 Episoden)
- 2017: Silicon Valley (Fernsehserie, Episode 4x02)
- 2017: Navy CIS (NCIS, Fernsehserie, Episode 15x04)
- 2017: Swingtime (Miniserie, 3 Episoden)
- 2018: In Echo Park
- 2018: Dear White People (Fernsehserie, Episode 2x03)
- 2018: Things THEY Say (Kurzfilm)
- 2018: 9-1-1 (Fernsehserie, Episode 2x07)
- 2018: The Windchime (Kurzfilm)
- 2020: Gentefied (Fernsehserie, Episode 1x09)